# 여자 100m 허들 대한민국 기록 추이
여자 100m 허들 대한민국 기록 추이는 다음과 같다.
| # | 기록    | 차이     | 선수   | 소속     | 날짜         | 대회명                                            | 개최지              | 경기장                                     | 주석 및 기타    | 동영상 |
|   | 16초 1  | - 0.1초  | 정옥주 | 동래여고 | 1970. 7. 2   | 전국남녀고교선수권대회                            | 대한민국 서울       | 운동장                                     | 종전 16초 2     |        |
|   | 15초 1  | - 0.1초  | 우선숙 | 경남여고 | 1973. 05. 13 | 제1회 아시아 친선 육상 경기 대회                  | 대한민국 서울       | 서울 운동장                                | 4위 종전 15초 2 |        |
|   | 14초 4  | - 0.1초  | 전옥금 | 전북체고 | 1980. 10. 10 | 제61회 전국체육대회                               | 전주                | 종전 14초 5                                |                 |        |
|   | 14초 2  | - 0.2초  | 전옥금 | 삼성전자 | 1981. 04. 18 | 제4회 아시아 육상 선수권 대회 파견 선수 선발 대회 | 대한민국 서울       | 서울운동장                                 | [ 4 ]           |        |
|   | 14초 27 |          | 정미혜 | 동래여고 | 1986. 12. 04 | 제1회 아시아주니어육상경기선수권대회              | 인도네시아 자카르타 | 종전 14초33. 4위                           |                 |        |
|   | 14초 19 | - 0.08초 | 방신혜 | 경북대   | 1987. 7. 22  | 제7회 아시아육상경기선수권대회 (예선)             | 싱가포르            |                                            |                 |        |
|   | 14초 02 | - 0.17초 | 방신혜 | 경북대   | 1987. 7. 22  | 제7회 아시아육상경기선수권대회 (결선)             | 싱가포르            | 4위                                        |                 |        |
|   | 13초 82 | - 0.2초  | 방신혜 | 경북대   | 1988. 4. 21  | 제17회 전국종별육상경기선구권대회 (예선)          | 대한민국 서울       | 올림픽주경기장                             | [ 6 ]           |        |
|   | 13초 80 | - 0.02초 | 방신혜 | 경북대   | 1988. 4. 21  | 제17회 전국종별육상경기선구권대회 (결선)          | 대한민국 서울       | 올림픽주경기장                             | [ 7 ]           |        |
|   | 13초 63 | - 0.17초 | 방신혜 | 경북대   | 1988. 5. 7   | 제42회 전국남녀대학대항육상경기대회               |                     |                                            |                 |        |
|   | 13초 47 | - 0.16초 | 이연경 | 울산시청 | 2004. 9. 24  | 2004 부산국제육상경기대회                         |                     |                                            |                 |        |
|   | 13초 38 | - 0.09초 | 이연경 | 울산시청 | 2005. 4. 23  | 제34회 전국종별육상경기선수권대회                 |                     |                                            |                 |        |
|   | 13초 36 | - 0.02초 | 이연경 | 울산시   | 2005. 05. 06 | 2005 타이 오픈 육상 경기 선수권 대회              |                     |                                            |                 |        |
|   | 13초 33 | - 0.03초 | 이연경 | 울산시청 | 2005. 06. 03 | 제59회 전국육상선수권대회                         | 대구월드컵경기장    | [ 8 ]                                      |                 |        |
|   | 13초 23 | - 0.10초 | 이연경 | 울산시청 | 2006. 12.    | 제15회 아시안 게임                                | 카타르 도하         | 3위                                        |                 |        |
|   | 13초 03 | - 0.20초 | 이연경 | 안양시청 | 2010. 05. 12 | 제39회 전국종별육상경기선수권대회                 | 창원종합운동장      | 2위 정혜림도 13초 13으로 한국 신기록 작성. |                 |        |
|   | 13초 01 | - 0.02초 | 이연경 | 안양시청 | 2010. 06. 07 | 제64회 전국육상경기선수권대회                     | 대구스타디움        | 7종경기 허들에서 기록.                     |                 |        |
|   | 13초 00 | - 0.01초 | 이연경 | 안양시청 | 2010. 06. 07 | 제64회 전국육상경기선수권대회 (결선)              | 대구스타디움        | [ 11 ]                                     |                 |        |

## 같이 보기
- 여자 100m 허들 세계 기록 추이
- 상기 우선숙은 경남여고 소속입니다. update바랍니다.